# 1999 RK215
1999 RK215, também escrito como 1999 RK215, é um objeto transnetuniano (TNO) que está localizado no cinturão de Kuiper, uma região do Sistema Solar. Este corpo celeste é classificado como um plutino, pois, o mesmo está em uma ressonância orbital de 2:3 com o planeta Netuno. Ele possui uma magnitude absoluta (H) de 7,6 e, tem um diâmetro estimado com cerca de 133 km, por isso existem poucas chances que o mesmo possa ser classificado como um planeta anão, devido ao seu tamanho relativamente pequeno.

## Descoberta
1999 RK215 foi descoberto no dia 07 de novembro de 1999 pelos astrônomos D. C. Jewitt, J. X. Luu e C. A. Trujillo.

## Órbita
A órbita de 1999 RK215 tem uma excentricidade de 0.137 e possui um semieixo maior de 39.449 UA. O seu periélio leva o mesmo a uma distância de 34.058 UA em relação ao Sol e seu afélio a 44.840.